# Siniša Školneković
Siniša Školneković, född 18 januari 1968 i Varaždin, är en kroatisk vattenpolomålvakt. Han ingick i Kroatiens landslag vid olympiska sommarspelen 1996 och 2000.
Školneković spelade åtta matcher i den olympiska vattenpoloturneringen i Atlanta där Kroatien tog silver. I Sydney slutade Kroatien på sjunde plats och Školneković spelade fem matcher.